# Sergentomyia cidaria
Sergentomyia cidaria är en tvåvingeart som först beskrevs av Quate 1967.  Sergentomyia cidaria ingår i släktet Sergentomyia och familjen fjärilsmyggor. Inga underarter finns listade i Catalogue of Life.